# Oblikovanje svetlobe
Oblikovanje svetlobe je veda in umetnost o osvetljevanja interierjev ali eksterierjev v skladu s tehničnimi, estetskimi, psihološkimi in okoljevarstvenimi zahtevami. Pri tem ločimo oblikovanje svetlobe v arhitekturi in odrsko oblikovanje svetlobe.

## Oblikovanje svetlobe v arhitekturi
Oblikovalec svetlobe pri svojem delu običajno zelo tesno sodeluje z arhitektom, pri čemer je priporočljivo, da se vključi čim bolj na začetku oblikovanje same arhitekture. S tem so možne posamezne prilagoditve, ki omogočajo optimalno postavitev svetil. 

### Tehnične zahteve
Pri osvetlitvi interierjev obstajajo za vsak tip prostora okvirne priporočene minimalne svetlosti. Gibljejo se okoli vrednosti, katere podaja naslednja tabela.
| Razponi priporočenih vzdrževanih osvetljenosti [lx]                                                         | Vrsta površine ali aktivnosti                                                |
| --- | ---------------------------------------------------------------------------- |
| 20-30-50 | Gibanje na prostem: delovišča                                                |
| 50-100-150                                                                                                  | Pogosto prečkani prostori*: stopnišča, hodniki                               |
| 100-150-200                                                                                                 | Občasna delovna opravila: knjižnice                                          |
| 200-300-500                                                                                                 | Enostavne vidne zahteve: čitalnice, pisarne, učilnice, domovi                |
| 300-500-750                                                                                                 | Srednje vidne zahteve: risalnice                                             |
| 500-750-1000                                                                                                | Velike vidne zahteve: risalnice, fina proizvodnja...                         |
| 750-1000-1500                                                                                               | Zelo velike vidne zahteve: zdravstvo, primerjava barv, ocenitev kvalitete... |
| 1000-1500-2000                                                                                              | Specialne vidne zahteve: operacijske dvorane...                              |
| nad 2000 | Zelo natančne vidne naloge                                                   |
| * pri pogosto prečkanih prostorih naj se vrednost uskladi z osvetljenostjo sosednjih površin ali prostorov. |                                                                              |

### Estetske in psihološke zahteve
Kvalitete svetlobe se ne da opisati samo z osvetljenostmi. Lastnosti svetlobe, kot so razpršena, usmerjena, nežna, kontrastna, topla, hladna so pomembne najmanj toliko, včasih pa še več, kot število luxov. Zgoraj naštete lastnosti svetlobe bistveno vplivajo na vtis in učinek prostora, ki ga bo obiskovalec/uporabnik dobil. Sledi, da je v običajnem procesu oblikovanja svetlobe potrebno najprej določiti ambientalne zahteve, katerim naj se svetloba podreja, določiti torej, kakšen vtis naj prostor naredi na obiskovalca. Šele nato lahko oblikovalec svetlobe določi lastnosti, kot so smer, barva in značaj svetlobe. In v teh okvirih se nato zadosti še potrebam po zadostni osvetlitvi za aktivnosti, ki se v prostoru odvijajo.

### Okoljevarstvene zahteve
Razsvetljava predstavlja 10 do 30 odstotni delež vse električne energije, zato je razumljivo, da poskušamo z varčnejšimi svetili in ekonomično postavitvijo le-teh zmanjšati tako električne kot svetlobne izgube. Pri izbiri svetil se po navadi soočimo z dilemo ali boljša kvaliteta svetlobe, ali pa večja ekonomičnost. Tako npr. natrijeve sijalke predstavlajo najvarčnejši svetlobni vir, a sevajo povsem monokromatsko svetlobo. Tudi fluorescentne sijalke, sicer veliko kvalitetnejše kot nekoč, ne sevajo enako kvalitetne svetlobe kot npr. halogenske žarnice. 
	Naslednji vir izgub, predvsem v zunanji razsvetljavi, pa predstavlja t. i. razlita svetloba ali ‘spill-light’. Predstavlja svetlobo, ki se ‘razliva’ izven območja, ki se osvetljuje. Primeri so razlivanje svetlobe cestnih svetilk po fasadah ali okolici, predvsem pa svetloba, ki uhaja v nebo. To se dogaja predvsem pri nezastrtih cestnih svetilkah v obliki krogle, kjer se izgubi polovica svetlobe. Sodobne cestne svetilke imajo bolje razporejeni svetlobni tok, in s tem minimizirajo izgube. 
	Potrata energije pa ni edina pomanjkljivost nezastrtih cestnih svetilk. V večjih mestih je namreč toliko svetlobe, ki uhaja v nebo, da ne moremo nikjer več opaziti zvezd. Prekomerna svetlost noči moti tudi dnevni ritem rastlin in ptic. Tako imamo tudi v Sloveniji Pobudo za nočno nebo, ki se prizadeva zmanjšati svetlobne izgube.

### Barva svetlobe
CCT - Barva svetlobe oziroma temperature svetlobe je definirana z enoto K - Kelvin. Na javnih površinah je največkrat uporabljena barva svetlobe 3000K ali 4000K. Čeprav se na nekaterih območjih uporablja tudi 2200K. Barva svetlobe vpliva tudi na izkoristek LED diod, saj več fosforja kot dodamo na površino LED diode nižji bo CCT, bolj bo šla barva svetlobe proti rumeni ali oranžni. To pa pomeni, da se s tem niža svetlobni tok, ki prihaja iz samega vira svetlobe. Barva svetlobe ima prav tako vpliv na človeka in okolje. Nižji nivo kelvinov 2500-3000K je bolj primeren proti večeru, višji nivo 4000-6000 pa čez dan, saj nam to ponazarja dnevni cikel sonca.